# Sant Andreu de Llavaneres
Sant Andreu de Llavaneres è un comune spagnolo di 7 833 abitanti situato nella comunità autonoma della Catalogna.